# ردود الفعل الدولية على هجوم نيس 2016

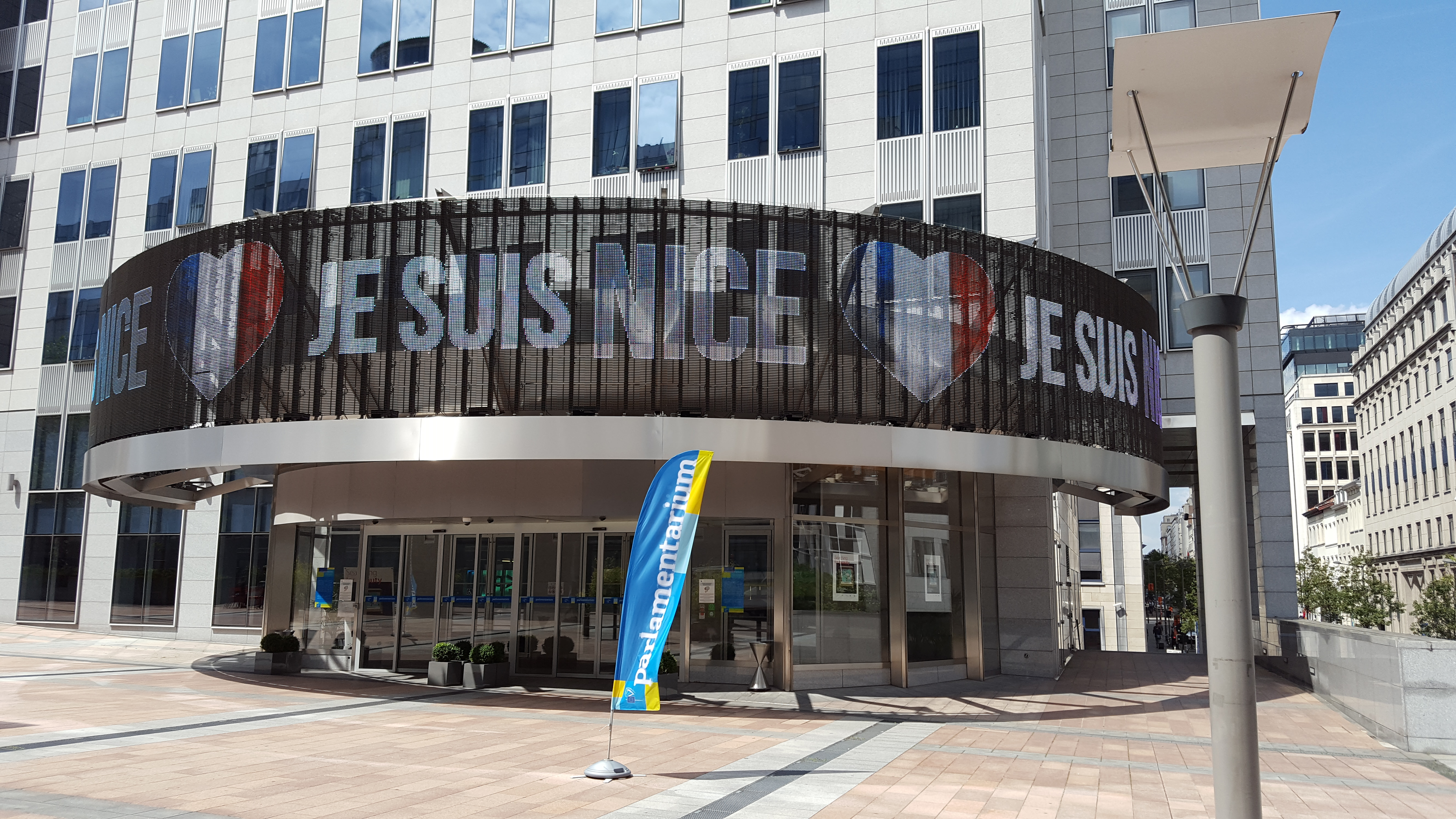
رسالة حول الهجمات، وعرضها في مركز الزوار في البرلمان الأوروبي.

كان الهجوم في عام 2016 في مدينة نيس، فرنسا، والذي أسفر عن مقتل 84 شخصا عندما دهس رجل عمداً بشاحنة على حشد من المحتفلين يوم الباستيل، وقد عبرت العديد من الدول والحكومات والمنظمات الأجنبية ردود الفعل عن هذا الفعل الشنيع.
وقد أعلن الانتربول أنهم ذاهبون للمساعدة في عملية التحقيق، والتي تتضمن أيضا تحديد هوية الضحايا.

## الدولية

### الهيئات فوق الوطنية
- الأمم المتحدة أعرب مجلس الأمن الدولي في بيان له بأشد العبارات عن الهجوم الإرهابي الهمجي والجبان الذي وقع يوم الخميس في نيس مساء. أعرب خمسة عشر عضوا من مجلس العزاء للضحايا والحكومة الفرنسية.[3] وقال الأمين العام للأمم المتحدة، بان كي مون، «تقف بحزم مع الحكومة الفرنسية والشعب وهم يواجهون هذا الخطر ونؤكد الحاجة إلى تكثيف الجهود الإقليمية والدولية لمكافحة الإرهاب والتطرف العنيف.»
- الاتحاد الأوروبي: كتب رئيس المجلس الأوروبي دونالد تاسك على تويتر «مفارقة مأساوية بأن موضوع هجوم نيس وقع عندما كان الناس يحتفلون بالحرية والمساواة والإخاء».[4]
- الفاتيكان - اعرب البابا فرنسيس «عن حزنه العميق والقرب الروحي للشعب الفرنسي» وأن يتغمد القتلى إلى رحمة الله وتوحيد نفسه في آلام العائلات اليتامى.[5]
- منظمة التعاون الإسلامي أدان الأمين العام إياد مدني في الهجوم ووصفه بأنه «إهانة للإنسانية وجميع القيم الأخلاقية والإنسانية».[6]
- جامعة الدول العربية قال المتحدث باسم الأمين العام «تأتي هذه الجريمة المأساوية والشنيعة لنؤكد من جديد أن الإرهاب لا يزال يتجاوز كل الخطوط الحمراء باستهداف الأبرياء من خلال أعمال وحشية وغير مسبوقة».[6]